# Xã Franklin, Quận Drew, Arkansas
Xã Franklin (tiếng Anh: Franklin Township) là một xã thuộc quận Drew, tiểu bang Arkansas, Hoa Kỳ. Năm 2010, dân số của xã này là 617 người.